# Madagassische Haftscheibenfledermaus
Die Madagassische Haftscheibenfledermaus (Myzopoda aurita) ist eine Fledermausart. Die einzige nah verwandte Fledermausart ist Myzopoda schliemanni, die ebenfalls nur auf Madagaskar vorkommt und erst 2007 beschrieben wurde. Mit den Amerikanischen Haftscheibenfledermäusen haben beide Arten die Saugnäpfe gemeinsam, diese unterscheiden sich jedoch im Aufbau und sind wahrscheinlich nur auf konvergente Evolution zurückzuführen.

## Verbreitung

Myzopoda aurita Verbreitungskarte, Madagaskar

Diese Fledermaus kommt heute ausschließlich auf Madagaskar vor, vorwiegend an der Ostküste, und Myzopoda ist die einzige auf dieser Insel endemische Fledermausgattung. Noch im Pleistozän war sie allerdings auch in Ostafrika verbreitet. 

## Beschreibung
Madagassische Haftscheibenfledermäuse sind nach den saugnapfähnlichen Polstern an ihren Hand- und Fußgelenken benannt. Diese dienen ihnen zum Festhalten an glatten Oberflächen. Zahlreiche Drüsen an diesen Polstern sondern ein klebriges Sekret ab, das das Festhalten erleichtert. Diese Tiere erreichen eine Kopfrumpflänge von rund 57 Millimetern; der Schwanz wird rund 48 Millimeter lang und seine Spitze ragt aus dem Uropatagium (der Flughaut zwischen den Beinen) hinaus. Ihr Fell ist hell- oder goldbraun gefärbt. Ihr Kopf ist breit und rund, die Ohren sind sehr lang und leicht nach hinten gebogen. Die Lippen sind sehr groß, wobei die oberen Lippen über die unteren hängen.

## Lebensweise
Lebensraum dieser Tiere sind vorwiegend Palmenwälder. Deren Blätter dienen ihnen als Schlafplatz, wobei sie sich mit ihren Haftscheiben an den Blättern festhalten und mit dem langen Schwanz abstützen. Als Nahrung dienen ihnen Insekten, vorwiegend Kleinschmetterlinge, die sie mittels Echolokation orten. Über das Verhalten oder die Fortpflanzung der Madagassischen Haftscheibenfledermäuse ist nichts bekannt.

## Bedrohung
Aufgrund der Häufigkeit der Art sowie der Nutzung von stark anthropogen geprägten Habitaten wird die Madagassische Haftscheibenfledermaus seitens der IUCN als nicht gefährdet eingestuft.